# Branchos
Branchos (altgriechisch Βράγχος Bránchos) ist in der griechischen Mythologie ein Geliebter des Apollon und der Begründer des Priestergeschlechtes der Branchiden, die den Apollondienst in Didyma verrichteten, dem wichtigsten Heiligtum und Orakel der Milesier.
Laut Konon war Branchos der Sohn des Smikros und einer namentlich nicht genannten Milesierin. Bei Varro war er hingegen der Sohn des Simerus (Smirkos?), Sohn des Oius, der die Tochter seines Pflegevaters Patron geheiratet hatte. Clemens von Rom nennt den Zeussohn und Liebling des Apollon Atymnios als Vater. Statius in seiner Thebais vertritt hingegen mit Nachdruck eine Vaterschaft des Apollon.
Vor seiner Geburt träumte seine Mutter, wie eine Sonne durch ihren Mund in die Kehle eintrat, durch ihren Bauch wanderte und sie durch ihre Geschlechtsteile wieder verließ. Als sie dann einen Jungen gebar, erhielt er den Namen Branchos (von griechisch branchos „Kehle“). Als der zu einem äußerst hübschen Jüngling herangewachsene Branchos Schafe hütete, verliebte sich Apollon in ihn. Nach Konon küsste der Gott den Jüngling, bei Varro küsste Branchos den Apollon, der ihn umarmte. Der Gott gab dem Jüngling einen Kranz sowie einen Zweig und schenkte ihm die Sehergabe. An dieser Stelle errichtete Branchos aus Dankbarkeit einen Altar für den Apollon Philios und begann in Didyma Orakel zu verkünden. Varro zufolge verschwand er plötzlich, woraufhin ihm ein Branchiadon genannter Tempel errichtet wurde. Apollon führte aufgrund dieser Begegnung auch die Beinamen Philesios oder Philios, aber auch Branchios.
Die bei Konon genannte Verbindung des Branchos mit Delphi, die auf Kallimachos und sein Gedicht Branchos zurückgeht, findet sich auch bei Strabon, bei dem Branchos wie bei Kallimachos ein Nachkomme des delphischen und in den Tod des Neoptolemos verwickelten Priesters Machaireus war. Bei Varro stammte des Branchos Vater von Keos. Nach Metrodoros von Skepsis war Branchos ein Thessaler. Die in hellenistischer Zeit aufkommende Verbindung mit Delphi ist möglicherweise mit der erst 331 v. Chr. wieder aufgenommenen Orakeltätigkeit in Didyma zu erklären.
Die Beziehung Apollons zu Branchos wird in der antiken Literatur mehrfach erwähnt, etwa bei Strabon oder Lukian, der wie Lactantius Placidus diese Liebe mit der des Apollon zu Hyakinthos vergleicht. Auch Terentianus Maurus, Longos und Philostratos erwähnen das Verhältnis, letzterer mit dem Hinweis, der Gott hätte Branchos wie dem Admetos – also wohl als Hirte – gedient.